# Villaveza de Valverde (kommunhuvudort)
Villaveza de Valverde är en kommunhuvudort i Spanien.   Den ligger i provinsen Provincia de Zamora och regionen Kastilien och Leon, i den nordvästra delen av landet, 250 km nordväst om huvudstaden Madrid. Villaveza de Valverde ligger 711 meter över havet och antalet invånare är 129.
Terrängen runt Villaveza de Valverde är platt. Runt Villaveza de Valverde är det glesbefolkat, med 10 invånare per kvadratkilometer. Närmaste större samhälle är Benavente, 15,4 km öster om Villaveza de Valverde. Trakten runt Villaveza de Valverde består till största delen av jordbruksmark.